# Arteră cremasterică
Artera cremasterică (artera spermatică externă) este o ramură a arterei epigastrice inferioare care însoțește cordonul spermatic și furnizează mușchiul cremaster și alte acoperiri ale cordonului, anastomozându-se cu artera testiculară (artera spermatică internă în textele mai vechi). La femeie, artera cremasterică este foarte mică și însoțește ligamentul rotund.